# Castillo de Pålsjö
El Castillo de Pålsjö (en sueco: Pålsjö slott) es una mansión del siglo XVII en el municipio de Helsingborg en Escania, Suecia.

## Historia
El primer propietario registrado fue el noble danés Steen Basse Bille (ca. 1446-1520). Tras el Tratado de Roskilde en 1658, Escania pasó a ser posesión de la Corona Sueca. El actual edificio fue construido en el periodo 1676-79 tras la guerra escania (1676-1679) durante la cual la propiedad fue mayormente destruida mientras que el ejército danés en Escania fue derrotado por el ejército sueco. Durante la batalla de Helsingborg en 1710, el mariscal de campo sueco Magnus Stenbock (1665-1717) situó su cuartel general en Pålsjö.
El parque de estilo francés fue establecido en la década de 1760. Durante 1869-1873, la mansión fue reconstruida en estilo neorrenacentista. La ciudad de Helsingborg compró la finca de Pålsjö en 1908 y adquirió el edificio con su parque circundante en 1957.